# Сімон Скрабб
Сімон Скрабб (фін. Simon Skrabb, нар. 19 січня 1995, Якобстад) — фінський футболіст, півзахисник клубу «Єфле».
Виступав, зокрема, за клуби «Яро» та «Отвідабергс ФФ», а також національну збірну Фінляндії.

## Клубна кар'єра
У дорослому футболі дебютував 2011 року виступами за команду клубу «Яро», в якій провів два сезони, взявши участь у 62 матчах чемпіонату. Більшість часу, проведеного у складі «Яро», був основним гравцем команди.
Своєю грою за цю команду привернув увагу представників тренерського штабу клубу «Отвідабергс ФФ», до складу якого приєднався 2014 року. Відіграв за команду з Отвідаберга наступний сезон своєї ігрової кар'єри. Граючи у складі «Отвідабергса» також здебільшого виходив на поле в основному складі команди.
До складу клубу «Єфле» приєднався 2016 року. Відтоді встиг відіграти за команду з Євле 28 матчів в національному чемпіонаті.

## Виступи за збірні
З 2014 року залучається до складу молодіжної збірної Фінляндії. На молодіжному рівні зіграв у 12 офіційних матчах, забив 1 гол.
Раніше, у 2012 році дебютував в офіційних матчах у складі національної збірної Фінляндії. Наразі провів у формі головної команди країни 1 матч.